# خانه انار
کتاب خانهٔ انارها (به انگلیسی: A House of Pomegranates) نام مجموعه‌ای است از چهار داستان افسانه‌ای (متل) نوشتهٔ اسکار وایلد، نویسندهٔ ایرلندی، که در سال ۱۸۹۱ منتشر شده‌است. وایلد یک‌بار گفت که این مجموعه «نه برای کودک بریتانیایی و نه مردم بریتانیا نوشته‌شده‌است.» این کتاب یکی از آثار مشهور ادبی جهان است.

## مجموعه‌ها
1. ماهیگیر و روحش[۳] The Fisherman and his Soul
2. کودک ستاره‌ای The Star-Child
3. تولد اینفانتا (شاهزاده) The Birthday of the Infanta
4. شاه جوان The Young King

داستان‌های افسانه‌ای وایلد به‌شدت تحت تأثیر برادران گریم و همچنین هانس کریستیان آندرسن قرار‌داشت. علاوه بر‌این، برخی از نویسندگان ادعا می‌کنند که خانهٔ انارها تحت تأثیر فولکلورهای ایرلندی بوده‌است.